# Inkompetence
|  | Sammenskrivningsforslag Artiklerne Kompetence, Inkompetence er foreslået sammenskrevet. (Siden juli 2016) Diskutér forslaget |

Inkompetence ( fr. incompétent, in- u- + compétent) er en betegnelse for, at nogen, eller noget, ikke er kompetent(e).
At være inkompetent kan være en situation, hvor en person er ude af stand til at udfylde en stilling i et hierarki.
Inkompetence forekommer hos både mænd og kvinder.
inkompetent er, når du ikke er i stand til at udføre en opgave.
du kan ekskl. være inkompetent, hvis du står i en situation, hvor du kommer med din mening, og der bliver sagt, du er inkompetent, hvis du ikke svarer rigtigt. Du er stadig kompetent, fordi du kan svare.
Inkompetent bliver ofte sammenlignet med inkompetence, og kan derfor tit skabe forvirring

## Peter-princippet
Begrebet inkompetence anvendes blandt andet i Peter-princippet:
- "I et hierarki er der en tendens til, at enhver funktionær hæver sig op til niveauet for sin inkompetence.
- "Med tiden vil enhver stilling tendere til at blive besat med en funktionær, der der inkompetent til at udføre arbejdet."
- "Arbejdet bliver udført af de funktionærer, der endnu ikke har nået niveauet for deres inkompetence."

Laurence J. Peter og Raymond Hull: Peter-princippet; 2. udg. 1 oplag; 1986; ISBN 87-412-3902-4

### Årsager til inkompetence
Professor Peter skelner mellem flere årsager til inkompetence:
- fysisk inkompetence
- social inkompetence
- emotionel inkompetence
- mental inkompetence

I hvert tilfælde indtræder inkompetencen, fordi vedkommende bringes i en situation, hvor de manglende egenskaber, som tidligere ikke var en hæmsko for avancement, pludselig bliver af stor betydning for vedkommendes (manglende) evne til at udføre arbejdet.

### Symptomer
Professor Peter konstaterede i sine undersøgelser, at manglende kompetence gav sig udtryk i medicinske symptomer, blandt andre:
- mavesår, mavekrampe,
- forhøjet blodtryk,
- alkoholisme,
- overvægt,
- kronisk træthed, søvnløshed,
- migræne,
- svimmelhed,
- impotens.[3]

Peter kalder folk, der er bevidste om deres utilstrækkelighed, for folk med slut-placerings-syndrom. I stedet for selvpineri a la "gå på diæt" anbefaler han aflednings-terapi, fx en hobby.
Af andre symptomer peges på, at en inkompetent person kan afsløre sig ved et overfyldt skrivebord eller omvendt et kronisk tomt skrivebord, snak om "de gode gamle dage" og på mange andre måder.

### Typer
Der findes to typer: ubevidst og bevist inkompetence. Sidstnævnte kalder professor Peter for kreativ inkompetence. Denne består i at udvise inkompetence på områder, der ikke er til hindring for at udfylde et arbejde, som man godt kan lide og som er nyttigt for organisationen. Ved "at camouflere sin kompetence for at undgå at blive forfremmet til" en stilling, man ikke ønsker og måske ikke er kompetent til.

## Eksempel
I Danmark er et af de mest kendte eksempler på inkompetence byggeriet af Fiskebækbroen, der styrtede sammen inden, at den var blevet indviet. Ingeniørfirmaet, de havde ansvaret for opførelsen, gik konkurs.